# Changuinola
Changuinola – miasto w zachodniej Panamie, położona niedaleko ujścia rzeki Changuinola do Zatoki Moskitów. Ludność: 31 223 (2010). Największe pod względem liczby ludności miasto prowincji Bocas del Toro. Stolica prowincji o tej samej nazwie.
Główne gałęzie gospodarki to rolnictwo (głównie plantacje bananów) oraz turystyka. Changuinola jest ważnym punktem wypadowym dla turystów podróżujących na archipelag Bocas del Toro, obok miast Almirante i Chiriquí Grande jest odwiedzana także przez turystów podróżujących pomiędzy Kostaryką a archipelagiem. 
W mieście znajduje się Port lotniczy Changuinola-Capitan Manuel Nino (IATA: CHX).
Klimat tropikalny.